# Mitrocomella brownei
Mitrocomella brownei är en nässeldjursart som först beskrevs av Paul Torben Lassenius Kramp 1930.  Mitrocomella brownei ingår i släktet Mitrocomella och familjen Mitrocomidae. Inga underarter finns listade i Catalogue of Life.